# فرودگاه صحرایی باکینگم
فرودگاه صحرایی باکینگم (به انگلیسی: Buckingham Field) یک فرودگاه خصوصی است که یک باند فرود بتن دارد و طول باند آن ۱۲۳۳ متر است. این فرودگاه در کشور ایالات متحده آمریکا قرار دارد و در ارتفاع ۷ متری از سطح دریا واقع شده‌است.